# Diery

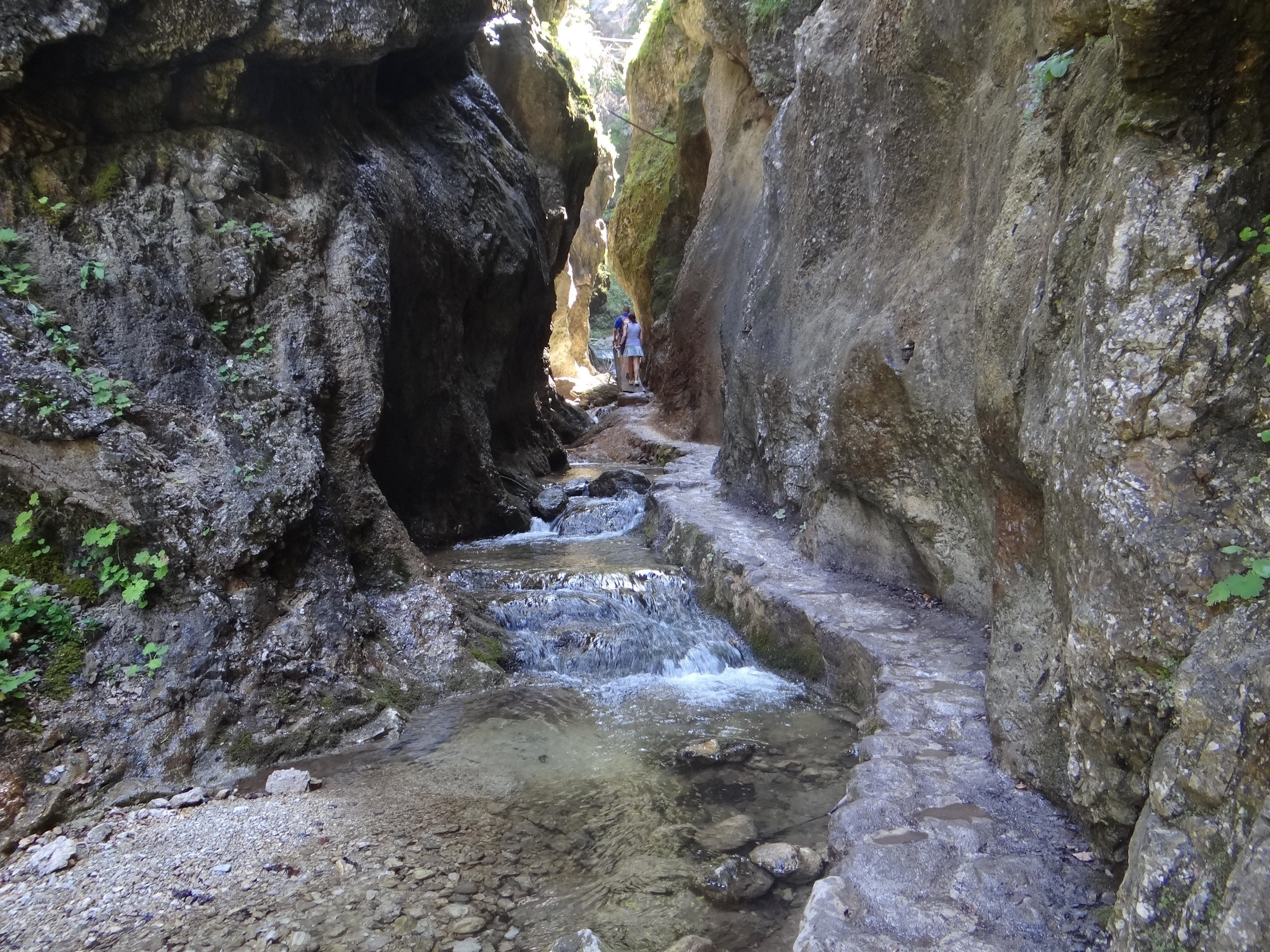
Dolné diery

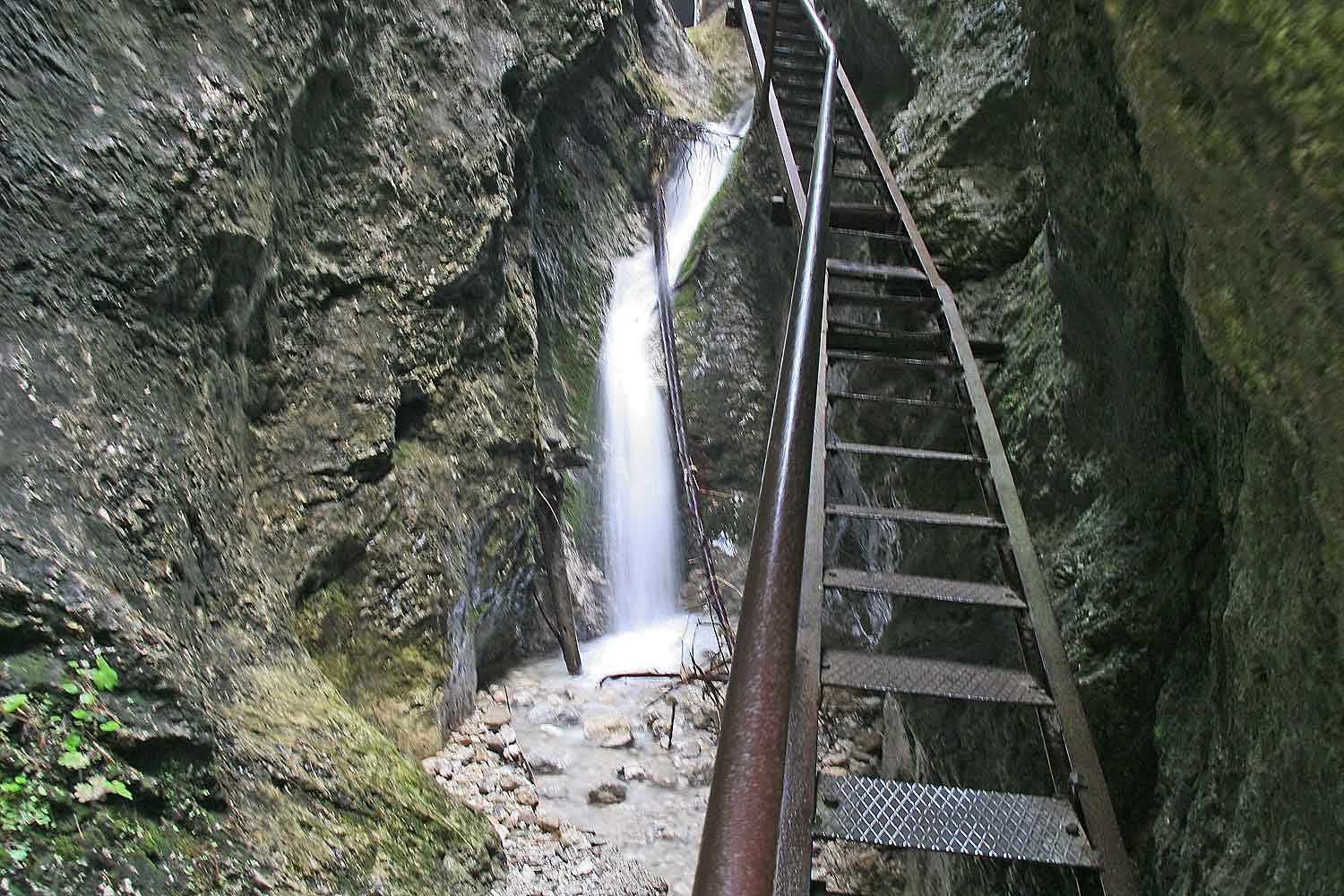
Horné diery

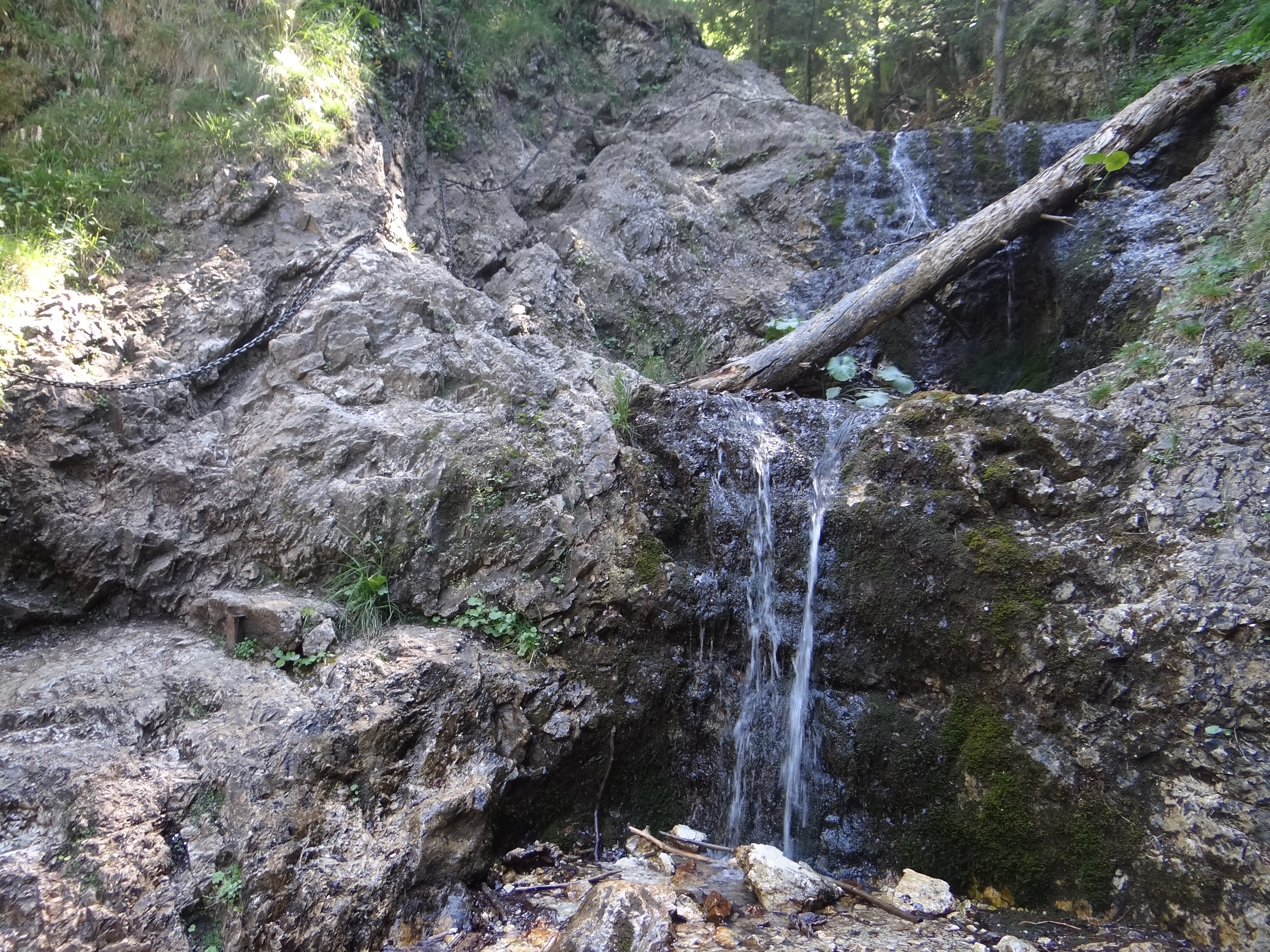
Tesná rizňa

Diery – zespół głębokich dolin o charakterze skalnych wąwozów w Krywańskiej części Małej Fatry na Słowacji. Położony jest pomiędzy masywami Małego i Wielkiego Rozsutca oraz Bobotów. Nazwa w języku słowackim oznacza "dziury", co dobrze oddaje charakter tych obiektów.
System wąskich, krętych wąwozów głęboko wyciętych w wapiennym podłożu tworzą: Dolné diery, Horné diery, Nové diery i Tesná rizňa. Dolné i Horné diery wyrzeźbił główny ciąg Dierovego potoku, spływający spod przełęczy Medzirozsutce (1200 m) między Wielkim a Małym Rozsutcem. Nové diery są kanionem wyciętym przez prawy dopływ wspomnianego potoku, płynący z północnych stoków Małego Rozsutca, a Tesná rizňa przez lewy dopływ spod wzniesienia Tanečnica. Woda stworzyła niezwykle urozmaicony relief, pełen załomów, cienistych szczelin, przewieszek i skalnych filarów, gwałtownych zwężeń i niespodziewanych rozszerzeń doliny. Dna wąwozów poprzegradzane są ciągami skalnych progów i większych wodospadów, pod którymi woda wymyła klasyczne kotły eworsyjne. W Dolnych dierach znajdują się 2 wodospady (wys. 1 i 3,5 m), w Nowych dierach – 4 wodospady (wys. 1–2 m), a w wąwozach Horné diery i Tesná rizňa – 9 wodospadów (wys. 2–4 m). Wszystkie wodospady są chronione jako pomniki przyrody.
Ze względu na stosunkowo niskie temperatury, panujące tu w okresie wegetacyjnym, znaczne zacienienie i wilgotność, można tu zaobserwować zjawisko odwrócenia pięter roślinnych. W niżej położonych obszarach (650–850 m n.p.m.) znajdziemy tu szereg gatunków roślin górskich i alpejskich. Jednocześnie na turniach i skalnych półkach, wysoko ponad dnem wąwozów, rosną tu reliktowe okazy sosny zwyczajnej.
Całość obszaru Dier znajduje się na terenie Parku Narodowego Mała Fatra, w granicach rezerwatu przyrody Rozsutec.
Wszystkie kaniony są udostępnione turystycznie. W trudniejszych miejscach zainstalowano system schodków, drabinek, pomostów i poręczy, pierwotnie drewnianych, obecnie w większości stalowych. Wiodą nimi znakowane szlaki turystyczne. Punktami wyjściowymi do wycieczek w Diery są Štefanová – niewielka osada Terchowej w Vrátnej dolinie – oraz Biely potok – jedna z osad Terchovej, położona na wschód od centrum wsi, u wylotu Dolnych dier. Diery, a zwłaszcza Dolne i Nowe diery, są najliczniej odwiedzanym przez turystów miejscem w Małej Fatrze.

## Szlaki turystyczne
Biely Potok – Ostrvné – Dolné diery – Podžiar – Horné diery –  Pod Palenicou – Tesná rizňa –  Pod Tanečnicou  – Medzirozsutce. Czas przejścia 2.30 h, 2.10 h
  Ostrvné – Nové diery – Podžiar – Vrchpodžiar –  Štefanová.  Czas przejścia 1 h, 1.05 h